# Fearless (película de 2006)
Fearless, cuyo título original es Huo Yuanjia (en Chino: 霍元甲; Pinyin: Huò Yuánjiǎ; El duelo en Argentina, México, Uruguay y Perú y Fearless: sin miedo en España), es una película de 2006 dirigida por Ronny Yu y protagonizada por Jet Li. Es una coproducción entre China, Hong Kong y Estados Unidos, y está ligeramente basada en la vida de Huo Yuanjia, un legendario artista marcial chino que desafió a luchadores extranjeros en acontecimientos hechos con mucho público, restaurando el orgullo y el nacionalismo en China, los cuales habían sido erosionados por el imperialismo estadounidense y occidental y la manipulación japonesa del país.
Jet Li declaró en una entrevista que esta película es su última epopeya en el cine de artes marciales, lo cual también repitió en las promociones de televisión de la película y otras publicidades. El estreno mundial de Fearless fue el 26 de enero de 2006 en cines de China y Hong Kong. Luego fue lanzada el 23 de junio de 2006 en el Reino Unido, el 22 de septiembre de 2006 en los Estados Unidos y el 9 de marzo de 2007 en México.

## Argumento
La historia comienza con Huo Yuanjia luchando contra tres personas: un boxeador inglés, un lancero alemán y un esgrimista español. Huo Yuanjia golpea a todos ellos, y hace su hábito de inclinarse al opositor. Cuando está a punto de luchar contra Tanaka, el competidor final, Huo Yuanjia tiene un recuerdo.
La historia se remonta a cuando Huo Yuanjia era un pequeño muchacho. Su padre, Huo Endi, era un gran luchador, pero no quiso que su hijo siguiera sus pasos, y renunció a enseñar a Yuanjia artes marciales. Sin embargo, Huo, en secreto, espió el entrenamiento de su padre y aprendió cómo luchar. El joven Yuanjia presencia cómo su padre "pierde" un combate Lei tai; en realidad, su padre asestó el golpe ganador del combate porque empleó una técnica mortal, aunque, dejó el golpe corto para no matar al rival. Sin embargo, este, deshonrosamente devolvió el golpe de Huo Endi, haciéndole "perder" el combate. De Yuanjia se burla el hijo del hombre que derrotó a su padre y él va a defender el apellido Huo. Yuanjia es golpeado por el muchacho y él jura no volver a perder nunca.
Con el paso de los años, Yuanjia se convierte en un luchador poderoso, ganando lucha tras lucha en el Lei tai, hasta que él se hace conocido como uno de los mejores luchadores en Tianjin, China. Sin embargo, cuando su éxito crece, él se hace arrogante y cada vez más despiadado, a diferencia de su difunto padre. Cuando un maestro de arte marcial rival llamado Qin Lei (Maestro Chin en la versión estadounidense) al parecer hiere a uno de los seguidores de Huo, este obliga a Qin a luchar contra él a muerte durante la celebración del cumpleaños de Qin. El amigo hombre de negocios de Yuanjia, Nong Jinsun, le impulsa a dejar el asunto para después, pero Yuanjia se niega, insultando a Nong. Después de mucho esfuerzo, durante el cual los luchadores destruyen un restaurante, Huo - a diferencia de su padre que había aplazado antes de la pelea durante el Lei tai - mata a Qin con un golpe mortal. Sin embargo, cuando él vuelve a casa, él se da cuenta de que su madre e hija (Jade en la versión estadounidense) han sido asesinadas en venganza.
Dirigido por la furia, él va a la casa de Qin y encuentra el Ahijado de Qin, que se confiesa culpable de matar la familia Huo, y que él solo era responsable. El Ahijado de Qin entonces se suicida antes de que Huo pueda matarlo. Aunque él está afligido por el asesinato de su familia, Huo perdona las vidas de la esposa de Qin y su hija, que se encogen en la esquina. Cuando él se marcha, se acercan sus alumnos, y fuerzan al alumno que fue perjudicado por Qin para decir a Huo que la razón de Qin para atacar a su alumno era porque el alumno que había dormido con la hija de Qin. Enloquecido con pena y vergüenza, Huo huye a Tianjin y vaga sin rumbo fijo por muchas millas, ya no se preocupan por él mismo. Despeinado y vagabundo, él casi se ahoga en un río, pero es salvado por la Abuelita Sun (Abuela en la versión estadounidense) y su nieta ciega, Yueci (Luna en la versión estadounidense). Ellos le devuelven a su pueblo y dirigido por sus actos simples de bondad, Huo comienza a aprender el valor de bondad y piedad.
En 1907, Huo Yuanjia vuelve a una Tianjin muy diferente de cuando él había partido. Ya no era un pueblo rural cómodo, esto es ahora una ciudad que anda ajetreada, atestada por tropas extranjeras y comerciantes. Allí, él hace la paz con su pasado - visita de las tumbas de su familia y disculpa de sus faltas, y paga su respeto a la familia del Maestro Qin. Él entonces se reconcilia con Nong Jinsun y desafía al luchador americano, Hercules O'Brien, que hacía titulares derrotando a luchadores chinos y los apodan como 'los hombres enfermos de Asia'. Para asombro de los extranjeros, Huo no solo gana la lucha, sino la admiración de O'Brien en el proceso salvando la vida de este. La fama de Huo Yuanjia comienza a extenderse con desafíos sucesivos con otros luchadores extranjeros, y con la financiación de Nong Jinsun, él establece Jing Wu Men, unas artes marciales.
Los miembros de las Cámaras extranjeras de Comercio temen que la victoria de Huo Yuanjia agite sentimientos antioccidentales en el pueblo chino y conducirá a rebeliones, entonces ellos procuran humillarle. Ellos le desafían a una pelea en la cual él tomará a cuatro campeones extranjeros en una sola tarde: un boxeador británico, un lancero alemán, un esgrimidor español, y un artista marcial japonés. Aunque Jinsun impulsa a Huo a rechazar un desafío tan injusto, Huo decide aceptar, añadiendo que después, él tiene la intención de descansar un rato y visitar a la Abuelita y Yueci. Él también acepta una invitación de afiliarse al aspirante japonés, Anno Tanaka, para el té. Mientras allí, ellos tienen un debate importante sobre el valor de las artes marciales. Tanaka cree que el objetivo de un artista marcial es derrotar a su opositor, pero Huo impresiona a Tanaka por con éxito sosteniendo que el objetivo de estudiar artes marciales es el perfeccionamiento personal, y que los partidos de desafío son importantes no debido a quién gana o pierde, sino porque ellos proporcionan un camino para un practicante para calibrar su progreso y pueden actuar como un foco en su formación. Los dos luchadores marchan con un respeto amistoso el uno para el otro, mirando casi como si los dos eran realmente amigos.
La pelea fue encontrada ahora para haber ocurrido el 14 de septiembre de 1910. El retroceso es terminado. Huo Yuanjia afronta a Tanaka en una batalla titánica. En la primera ronda, luchan con sus armas opcionales. Yuanjia usa una vara de tres partes y Tanaka una Katana. La lucha es extraordinariamente cercana y se termina en un empate. En este punto, tanto Huo como Tanaka también han formado una amistad silenciosa basada en el respeto mutuo. Antes de la segunda ronda, Huo bebe de una taza de té que fue cambiada sin ser vista por su taza, mientras él luchaba en la primera ronda. En la segunda ronda, para ser luchado sin armas, Huo tiene la respiración de dificultad, pierde su fuerza, y comienza a vomitar sangre (la taza de té de la que él bebió fue envenenada). Tanaka y los estudiantes de Huo inmediatamente exigen que la lucha sea parada, pero Huo contesta que ellos podrían terminarla también, ya que él morirá sin consideración. En su estado debilitado, Huo no es rival para Tanaka, pero ve una apertura de alcanzar la victoria entregando la misma técnica fatal que él había usado para matar al Maestro Qin. Pero, en el último segundo, él tira el golpe, dejándole aterrizar sin cualquier poder detrás de ello, justo como su padre hizo en el principio de la película. Cuando él sufre un colapso, Tanaka se da cuenta tanto del dominio de Huo como su piedad y lo ayuda atrás a sus pies, levanta su brazo y le declara el vencedor. Una muchedumbre de todos los lados aclama cuando ellos llaman el nombre de Huo.
Cuando el diplomático japonés, furioso, encara a Tanaka y le acusa de regalar la victoria, Tanaka, quizás sabiendo que él era el que estaba detrás del veneno, furiosamente lo azota contra un pilar y llama al diplomático una vergüenza para Japón. El relato termina con Yueci viendo un flashback de Huo en su imaginación en la misma colina donde él practicaba su Wushu y dándose cuenta de que él se ha redimido. Él también le había prometido que él volvería, lo cual hizo, viéndola una vez pasada.

## Reparto
- Jet Li ... Huo Yuanjia
- Nathan Jones ... Hercules O'Brien, luchador norteamericano
- Yong Dong ... Comerciante y amigo cercano de Huo Yuanjia, Nong Jinsun
- Collin Chou ... Padre de Yuanjia, Huo Endi
- Nakamura Shido ... Anno Tanaka, practicante de kenjutsu y karate
- Betty Sun ... Yueci (Luna)
- Hee Ching Paw ... Madre de Yuanjia, Qijing Bao
- Mike Leeder ... árbitro Randall
- Ian Powers ... Bellboy Dante
- Anthony De Longis ... Anthony, esgrimista español
- Brandon Rhea ... Hans, lancero alemán
- Jean Claude Leuyer ... Peter Smith, boxeador británico
- Masato Harada ... Sr. Mita
- Zhang Xueying ... pequeña niña.

## Versión Extendida
Las versiones de Fearless llevadas al cine fueron recortadas a tan solo 102-106 minutos. A principios de 2007 se lanzó en Hong Kong la tan esperada "Director´s Cut" (versión del director) de Fearless, que incluye aproximadamente 40 minutos de metraje no exhibidos en las salas de cine. Una de las secuencias extras muestra a Michelle Yeoh, quien hace el papel de una artista marcial buscando lograr que el Wushu sea incluido en los Juegos Olímpicos de Verano como un evento. Otras secuencia originalmente suprimida presenta una larga pelea entre Jet Li y el boxeador thai Bei Cha, interpretado por el campeón de la especialidad, Somluck Kamsing, la cual se da cuando se encuentran en la aldea, así como otros pasajes sobre la juventud de Huo Yuanjia.